# What Thou Wilt
What Thou Wilt est un album de John Zorn sorti en 2010 sur le label Tzadik dans la série Composer consacrée à la musique classique contemporaine. Il comprend trois compositions de John Zorn : Contes De Fées (1999) concerto pour violon, .˙. (fay çe que vouldras) (2005) pour piano solo, 777 (nothing is true, everything is permitted) (2007), pour trio de violoncelles, dédié à Fred Sherry.

## Titres
| 1.    | Contes De Fées                                 | 13:17 |
| 2.    | .˙. (fay çe que vouldras)                      | 22:53 |
| 3.    | 777 (nothing is true, everything is permitted) | 6:10  |
| 42:20 |                                                |       |

## Personnel
- Steve Drury - piano (2)
- Erik Friedlander - violoncelle (3)
- Mike Nicolas - violoncelle (3)
- Stephanie Nussbaum - violon (1)
- Fred Sherry - violoncelle (3)
- The Tanglewood Orchestra (1)